# 方振聲
方振聲（？—1832年12月24日），浙江山陰人，寄籍順天府。為清朝官員，曾擔任閩安巡檢、斗六縣丞。道光十二年（1832年）張丙事件爆發時，曾與馬步衢、陳玉威等人率軍抵抗張丙勢力，但仍兵敗被殺。死後被追贈為知府，入祀京師昭忠祠，謚義烈。

## 生平
方振聲曾任供事武選司，議敘敘從九品。嘉慶十六年（1811年）擔任福建閩安鎮巡檢，嘉慶二十年（1815年）擔任同安灌口司巡檢。道光元年（1821年）被調往台灣，任嘉義佳興里巡檢。道光七年（1827年）獲加主簿之官銜，翌年擔任羅漢門巡檢及臺灣縣典史。
道光十一年（1831年）升任嘉義斗六門縣丞。道光十二年（1832年）九月，嘉義地區的張丙等人起事，攻打縣城。方振聲聽聞警訊，便與守備馬步衢、千總陳玉威共同守禦，增設軍營圍牆、疏通護城河，並率領軍隊攻打張丙。但其兵力單薄，因此向嘉義都司許荊山移兵求助。十一月初三日，起事首領黃城前來攻擊，許荊山趁夜逃跑，黃城攻入城內。方振聲等人知道難抵禦黃城軍隊，便囑告家屬逃生。方振聲將5歲的兒子方淮善及其母梁氏交給雇婦蕭李氏帶出城外，逃到甘蔗林內。方振聲之繼妻張氏、幕友沈志勇、沈志勇之次子沈聯輝、僕人江承惠、曾大祥、邱薪、許廚、陳玉威之妻唐氏皆希望一同生死。馬步衢等人遂急忙撰寫草稟，並在稟內寫出願意殉難人士之姓名，命令陳玉威之子陳繼昌改裝易服，至臺灣鎮總兵劉廷斌處投遞。後來陳玉威戰死，方振聲、馬步衢意欲自焚，但因火藥量不夠而沒有死亡，後方振聲被民軍殺害，死後屍體遭剁成肉醬，其他人亦接連被殺。

## 後續紀念
事件平定後，方振聲被追贈為知府，謚義烈，賞騎都尉世職；馬步衢被追贈為游擊，謚剛烈，賞騎都尉世職；陳玉威被追贈為都司，謚勇烈，賞雲騎尉世職，其三人均入祀京師昭忠祠。張氏被追贈為淑人；陳玉威之妻唐氏被追贈為恭人，均謚節烈，並建立牌坊表彰。沈志勇賞六品頂戴；沈聯輝賞七品頂戴，均對其頭銜給予議恤，後於斗六興建專祠祭拜。